# 19 Korpus Zmechanizowany (ZSRR)
19 Korpus Zmechanizowany (ros. 19-й механизированный корпус) – wyższy związek taktyczny wojsk zmechanizowanych Armii Czerwonej okresu II wojny światowej.

## Formowanie
Formowanie Korpusu rozpoczęto w marcu 1941 roku w Kijowskim Specjalnym Okręgu Wojskowym. Sztab Korpusu rozlokowany był w Berdyczowie na Ukrainie.

### Skład
- 40 Dywizja Pancerna,
- 43 Dywizja Pancerna,
- 213 Dywizja Zmotoryzowana,
- 21 pułk motocyklowy,
- 547 samodzielny batalion łączności,
- 86 samodzielny zmotoryzowany batalion inżynieryjny,
- 119 korpuśna eskadra lotnicza.

### Wyposażenie
22 czerwca 1941 17 Korpus Zmechanizowany liczył 22 654 żołnierzy (63% stanu etatowego) oraz miał na stanie:
- 458 czołgów, w tym:
  - 9 T-34,
  - 6 KW-1,
  - 291 T-26,
  - 152 T-27 i T-38[1] ,
- 26 samochodów pancernych BA-10 i BA-20,
- 865 samochodów,
- 85 ciągników,
- 18 motocykli.

### Dowódcy
- generał major Nikołaj Fieklenko

### Działania
W chwili ataku Niemiec na ZSRR korpus znajdował się w składzie wojsk 5 Armii Frontu Południowo-Zachodniego. Uczestniczył w walkach w okolicy Dubna (Bitwa w rejonie Dubno – Łuck – Brody). Po walkach w czerwcu/lipcu 1941 roku w korpusie na dzień 1 sierpnia 1941 roku zostało 28 czołgów.